# Wola Korybutowa-Kolonia
Wola Korybutowa-Kolonia – wieś w Polsce położona w województwie lubelskim, w powiecie chełmskim, w gminie Siedliszcze. Obok miejscowości przepływa niewielka rzeka Mogilnica, dopływ Wieprza.
| SIMC    | Nazwa  | Rodzaj    |
| ------- | ------ | --------- |
| 0108068 | Tartak | część wsi |

W latach 1975–1998 miejscowość administracyjnie należała do ówczesnego województwa chełmskiego.
Wieś jest sołectwem w gminie Siedliszcze. 

## Historia
Wieś powstała z podziału istniejącej do roku 1982 wsi Wola Korybutowa, z której w roku 1970 wyodrębniono Wolę Korybutową Kolonia. 
W roku 1982 dała ona początek istniejącym obecnie miejscowościom: „Wola Korybutowa Pierwsza - na południe od rzeki Mogilanki" i „Wola Korybutowa Druga - na północ od rzeki Mogilanki".
Wieś Wola Korybutowa występuje w dokumentach od 1515 roku. W 1548 r. należała wraz z folwarkiem do dóbr Siedliszcze i stanowiła własność Korybutów. Pod koniec XVII wieku dobra te przejęte zostały przez Rzewuskich, by w 1758 r. przejść w posiadanie Węglińskich. W 1865 r. posiadłość Wola Korybutowa oddzielona została od dóbr Siedliszcze.
Słownik geograficzny Królestwa Polskiego  wymienia wieś dwukrotnie w roku 1883 jako Korybutowa-Wola i 1893 jako Wola Korybutowa. 
Kolonie niemiecka powstała na obszarze Woli Korybutowej w roku 1880, według opisu była to jedna z najbogatszych miejscowości osadniczych w gminie Siedliszcze.
W 1916 r. wieś należała również do gminy Siedliszcze; zamieszkana była wówczas przez 652 osoby, w tym 16 Żydów.